# Туигс (окръг, Джорджия)
Окръг Туигс (на английски: Twiggs County) е окръг в щата Джорджия, Съединени американски щати. Площта му е 940 km², а населението - 10 590 души (2000). Административен център е град Джеферсънвил.